# Liga ETE 2019
La temporada 2019 de la Liga ETE fue la segunda edición desde que se iniciara la competición de traineras organizada por la Asociación de Traineras de Mujeres en 2018. Compitieron 11 equipos encuadrados en un único grupo. La temporada regular comenzó el 15 de junio en Pasajes de San Juan (Guipúzcoa) y terminó el 25 de agosto en Rentería (Guipúzcoa). Posteriormente, se disputaron los play-off para el ascenso a la Liga ACT femenina.

## Sistema de competición
La competición consta de una temporada regular de 15 regatas. Una vez finalizada, se disputa un play-off de ascenso a la Liga ACT femenina entre la última clasificada de dicha competición y las dos primeras de la Liga ETE.
Las regatas de disputaron en tandas en líneas con cuatro o cinco calles excepto las banderas Igartza, Ciudad de Bayona, Ayuntamiento de Colindres, Pasajes,  Bilbao y Ciudad de Rentería que se compitieron en modalidad contrarreloj. En todos los casos la distancia a bogar en cada regata fue de 1.5 millas náuticas que equivalen a 2778 metros.

## Calendario

### Temporada regular
Las siguientes regatas se disputaron en 2019.
| Orden | Regata                                                        | Fecha        | Hora  | Localidad           | Provincia |
| ----- | ------------------------------------------------------------- | ------------ | ----- | ------------------- | --------- |
| 1     | Bandera Igartza                                               | 15 de junio  | 11:30 | Pasajes de San Juan | Guipúzcoa |
| 2     | I Bandera Adegi                                               | 16 de junio  | 11:30 | Pasajes de San Juan | Guipúzcoa |
| 3     | XXVII Bandera de San Juan de Luz                              | 22 de junio  | 17:00 | San Juan de Luz     | Francia   |
| 4     | Bandera Ciudad de Bayona                                      | 29 de junio  | 16:00 | Bayona              | Francia   |
| 5     | IV Bandera Noble Villa de Portugalete                         | 14 de julio  | 12:00 | Portugalete         | Vizcaya   |
| 6     | II Bandera Ayuntamiento de Sestao                             | 20 de julio  | 11:00 | Sestao              | Vizcaya   |
| 7     | V Bandera Orio Kanpina                                        | 21 de julio  | 18:00 | Orio                | Guipúzcoa |
| 8     | I Bandera 150 aniversario de Uribarren Abaroa                 | 25 de julio  | 11:30 | Lequeitio           | Vizcaya   |
| 9     | IV Bandera Femenina Ayuntamiento de Colindres                 | 27 de julio  | 12:30 | Colindres           | Cantabria |
| 10    | VIII Bandera de Pasajes                                       | 3 de agosto  | 11:00 | Pasajes de San Juan | Guipúzcoa |
| 11    | I Bandera de Zumaya                                           | 10 de agosto | 18:00 | Zumaya              | Guipúzcoa |
| 12    | XXXV Bandera de Ondárroa - Gran Premio Cofradía de Pescadores | 11 de agosto | 12:00 | Ondárroa            | Vizcaya   |
| 13    | III Bandera Ciudad de Castro                                  | 15 de agosto | 11:45 | Castro-Urdiales     | Cantabria |
| 14    | IV Bandera Femenina de Bilbao                                 | 24 de agosto | 11:00 | Bilbao              | Vizcaya   |
| 15    | II Bandera Femenina Ciudad de Rentería                        | 25 de agosto | 12:00 | Rentería            | Guipúzcoa |

### Play-off de ascenso a Liga ACT
| Orden | Regata      | Fecha            | Hora  | Provincia |
| ----- | ----------- | ---------------- | ----- | --------- |
| 1     | Bermeo      | 14 de septiembre | 18:00 | Vizcaya   |
| 2     | Portugalete | 15 de septiembre | 11:40 | Vizcaya   |

## Traineras participantes
| Equipo                         | Nombre de la Trainera | Patrona                            | Localidad           | Provincia |
| ------------------------------ | --------------------- | ---------------------------------- | ------------------- | --------- |
| Colindres-Hercos               | San Ginés             | Julia Rodríguez, Lara Fernández    | Colindres           | Cantabria |
| Kaiku                          | Bizkaitarra           | Iraide Ruiz, Jone García de Andoin | Sestao              | Vizcaya   |
| Deusto-Tecuni-Bilbao           | Tomatera              | Zuberoa Egurrola                   | Bilbao              | Vizcaya   |
| Isuntza-Elecnor-Cikautxo       | Lekittarra            | Nahia Aboitz                       | Lequeitio           | Vizcaya   |
| Ondarroa-Cikautxo              | Antiguako Ama         | Nagore Osoro                       | Ondárroa            | Vizcaya   |
| Zumaia-Salegi Jatetxea         | Telmo Deun            | Eneritz Díez                       | Zumaya              | Guipúzcoa |
| Tolosaldea                     | Tolosaldea            | Laiene Izagirre, Aiora Sorozabal   | Tolosa              | Guipúzcoa |
| Hernani-Mitxelena Mekanizatuak | Maialen               | Olaia Barriuso                     | Hernani             | Guipúzcoa |
| San Juan-Iberdrola             | Batelerak             | Maider Echaniz                     | Pasajes de San Juan | Guipúzcoa |
| Hibaika-Jamones Ancin          | Madalen               | Inge Ugarte, Zuriñe Alberdi        | Rentería            | Guipúzcoa |
| Lapurdi                        | Xubero                | Joana Halsouet                     | San Juan de Luz     | Francia   |

Los clubes participantes están ordenados geográficamente, de oeste a este.

### Equipos por provincia
| Provincia | N. | Equipos |
| --------- | -- | --- |
| Guipúzcoa | 5  | Hernani-Mitxelena Mekanizatuak, Hibaika-Jamones Ancin, San Juan-Iberdrola, Tolosaldea, Zumaia-Salegi Jatetxea |
| Vizcaya   | 4  | Deusto-Tecuni-Bilbao, Isuntza-Elecnor-Cikautxo, Kaiku, Ondárroa-Cikautxo                                      |
| Cantabria | 1  | Colindres-Hercos                                                                                              |
| Francia   | 1  | Lapurdi |

### Ascensos y descensos
| Pos.  | Ascendida a Liga ACT |
| ----- | -------------------- |
| Prom. | Donostiarra (1.º)    |

| Pos. | Descendida de Liga ACT |
| ---- | ---------------------- |
| 1.º  | San Juan-Iberdrola     |

| Pos. | Nueva inscripción        |
| ---- | ------------------------ |
| -    | Isuntza-Elecnor-Cikautxo |
| -    | Ondarroa-Cikautxo        |
| -    | Zumaia-Salegi Jatetxea   |

| Pos. | Clubes de temporada 2018 no inscritos |
| ---- | ------------------------------------- |
| 7.º  | Lea Artibai-Cikautxo                  |

     Ascenso después de play-off.

     Descenso administrativo o desaparición.

     Nueva inscripción.

## Clasificación

### Temporada regular
A continuación se recoge la clasificación en cada una de las regatas disputadas.

#### Puntuaciones
Los puntos se reparten entre las once participantes en cada regata. 
| Posición | 1.º | 2.º | 3.º | 4.º | 5.º | 6.º | 7.º | 8.º | 9.º | 10.º | 11.º |
| -------- | --- | --- | --- | --- | --- | --- | --- | --- | --- | ---- | ---- |
| Puntos   | 11  | 10  | 9   | 8   | 7   | 6   | 5   | 4   | 3   | 2    | 1    |

#### Resultados por regata
| Pos. | Club                           | Trainera      | 1 IGA | 2 ADE | 3 LUZ | 4 BAY | 5 POR | 6 SES | 7 ORI | 8 URI | 9 COL | 10 PAS | 11 ZUM | 12 OND | 13 CAS | 14 BIL | 15 REN | Puntos |
| ---- | ------------------------------ | ------------- | ----- | ----- | ----- | ----- | ----- | ----- | ----- | ----- | ----- | ------ | ------ | ------ | ------ | ------ | ------ | ------ |
| 1    | Hibaika-Jamones Ancin          | Madalen       | 1     | 1     | 1     | 1     | 7     | 2     | 2     | 3     | 2     | 3      | 2      | 1      | 1      | 2      | 1      | 150    |
| 2    | Zumaia-Salegi Jatetxea         | Telmo Deun    | 2     | 3     | 2     | 2     | 1     | 3     | 1     | 1     | 6     | 1      | 1      | 3      | 3      | 3      | 5      | 143    |
| 3    | Deusto-Tecuni-Bilbao           | Tomatera      | 3     | 4     | 5     | 5     | 6     | 1     | 4     | 2     | 4     | 6      | 9      | 4      | 5      | 4      | 3      | 115    |
| 4    | Tolosaldea                     | Tolosaldea    | 5     | 2     | 4     | 3     | 2     | 8     | 5     | 5     | 1     | 4      | 4      | 5      | 7      | 7      | 7      | 111    |
| 5    | San Juan-Iberdrola             | Batelerak     | 8     | 8     | 6     | 7     | 8     | 7     | 3     | 4     | 7     | 2      | 3      | 2      | 2      | 1      | 2      | 110    |
| 6    | Kaiku                          | Bizkaitarra   | 4     | 5     | 3     | 4     | 5     | 4     | 6     | 6     | 3     | 7      | 5      | 7      | 4      | 8      | 4      | 105    |
| 7    | Isuntza-Elecnor-Cikautxo       | Lekittarra    | 7     | 6     | 7     | 8     | 3     | 6     | 7     | 7     | 5     | 5      | 6      | 8      | 6      | 6      | 8      | 85     |
| 8    | Hernani-Mitxelena Mekanizatuak | Maialen       | 6     | 7     | 9     | 6     | 4     | 5     | 8     | 8     | 8     | 8      | 7      | 9      | 9      | 5      | 6      | 75     |
| 9    | Ondarroa-Cikautxo              | Antiguako Ama | 9     | 11    | 8     | 9     | 10    | 9     | 9     | 9     | 10    | 10     | 8      | 6      | 8      | 9      | 9      | 46     |
| 10   | Lapurdi                        | Xubero        | 10    | 9     | 10    | 10    | 9     | 10    | 10    | 10    | 9     | 9      | 10     | 10     | 10     | 10     | 10     | 34     |
| 11   | Hercos Colindres               | San Ginés     | 11    | 10    | 11    | 11    | 11    | 11    | 11    | 11    | 11    | 11     | 11     | 11     | 11     | 11     | 11     | 16     |

| Color  | Resultado |
| ------ | --------- |
| Oro    | Ganador   |
| Plata  | Segundo   |
| Bronce | Tercero   |
| Verde  | Puntuó    |

#### Palmarés
| Pos. | Club                           | Victorias | Segundas | Terceras | Puntos | Ascenso o descenso  |
| ---- | ------------------------------ | --------- | -------- | -------- | ------ | ------------------- |
| 1    | Hibaika-Jamones Ancin          | 7         | 5        | 2        | 150    | Play-off de ascenso |
| 2    | Zumaia-Salegi Jatetxea         | 5         | 3        | 5        | 143    | Play-off de ascenso |
| 3    | Deusto-Tecuni-Bilbao           | 1         | 1        | 2        | 115    |                     |
| 4    | Tolosaldea                     | 1         | 2        | 1        | 111    |                     |
| 5    | San Juan-Iberdrola             | 1         | 4        | 2        | 110    |                     |
| 6    | Kaiku                          | -         | -        | 2        | 105    |                     |
| 7    | Isuntza-Elecnor-Cikautxo       | -         | -        | 1        | 85     |                     |
| 8    | Hernani-Mitxelena Mekanizatuak | -         | -        | -        | 75     |                     |
| 9    | Ondarroa-Cikautxo              | -         | -        | -        | 46     |                     |
| 10   | Lapurdi                        | -         | -        | -        | 34     |                     |
| 11   | Colindres-Hercos               | -         | -        | -        | 16     |                     |

### Play-off de ascenso a Liga ACT
Los puntos se reparten entre las tres participantes en cada regata.
| Posición | 1.º | 2.º | 3.º |
| -------- | --- | --- | --- |
| Puntos   | 3   | 2   | 1   |

| Pos. | Club                           | Trainera         | 1 BER | 2 POR | Puntos |
| ---- | ------------------------------ | ---------------- | ----- | ----- | ------ |
| 1    | Hondarribia-Bertako Igogailuak | Ama Guadalupekoa | 1     | 1     | 6      |
| 2    | Hibaika-Jamones Ancin          | Madalen          | 2     | 2     | 4      |
| 3    | Zumaia-Salegi Jatetxea         | Telmo Deun       | 3     | 3     | 2      |